# Марсолини, Сильвио
Сильвио Марсолини (исп. Silvio Marzolini; 4 октября 1940[…], Буэнос-Айрес — 17 июля 2020, Буэнос-Айрес) — аргентинский футболист, защитник. Почти всю карьеру выступал за клуб «Бока Хуниорс», в составе которого провёл 407 игр, занимая третье место по этому показателю среди всех игроков в истории команды. Рекордсмен «Бока Хуниорс» по участию в Суперкласико (37).
За сборную Аргентины выступал в 28 матчах, забив один мяч. Участвовал в двух чемпионатах мира. После окончания карьеры работал тренером. Десять лет возглавлял «Банфилд».
Завершил карьеру в 2008 году.

## Достижения

### Как игрок
- Чемпион Аргентины: 1962, 1964, 1965, 1969 (Насьональ), 1970 (Насьональ)

### Как тренер
- Чемпион Аргентины: 1981 (Метрополитано)